# Abaciscus cantonensis
Abaciscus cantonensis är en fjärilsart som beskrevs av Eugen Wehrli 1943. Abaciscus cantonensis ingår i släktet Abaciscus och familjen mätare. Inga underarter finns listade i Catalogue of Life.